# Tomasz Leszczyński (sędzia)
Tomasz Leszczyński herbu Korczak – urzędnik sądowy.

## Życiorys
Wywodził się z rodu Leszczyńskich herbu Korczak z Leśnej (wzgl. Leszny) na ziemi sanockiej. Był synem Jana Leszczyńskiego z Leśnej i Barbary z Kowalkowa. Jego rodzeństwem byli: Hiacynt, Jan, Wojciech (franciszkanin pod imieniem Franciszek), Piotr, Zofia, Barbara, Katarzyna.
Był podsędkiem sanockim w latach 1670-1679, sędzią ziemskim sanockim od około 1685/1686 do 1697. Był elektorem króla Michała Korybuta Wiśniowieckiego. Na sejmach w 1659, 1673, 1676 był wyznaczony do komisji mającej rozgraniczyć Koronę od Węgier. Był marszałkiem sejmików województwa ruskiego w 1675. Poseł na sejm 1677.
Wspólnie z bratem Tomaszem został dziedzicem Dudyniec i Jędruszkowiec pod Sanokiem. W 1653 wziął pod zastaw Pobiednę. Poślubił Konstancję Straszówną z Białaczowa (córka Macieja). Wraz z żoną w 1659 nabył od swojego brata Jacka dzierżawę Kulasznego. Miał corki Zofię (żona Michała Łowieckiego), Marcjannę (po mężu Łubieńska), Annę (żona Stanisława Bala), Helenę (po pierwszym mężu Marchocka, po drugim mężu Wojakowska, po trzecim mężu Bukowska) i inną (żona Andrzeja Dydyńskiego). Zmarł po 1692.